# Hyporhagus punctulatus
Hyporhagus punctulatus is een keversoort uit de familie somberkevers (Zopheridae). De wetenschappelijke naam van de soort werd in 1860 gepubliceerd door Carl Gustaf Thomson.